# Wilhelmina Geddes
Wilhelmina Geddes (Leitrim, 25 de mayo de 1887 - Londres, 10 de agosto de 1955) fue una artista irlandesa especializada en el arte de la vidriera. Fue una figura importante del movimiento irlandés de Artes y Oficios, así como del renacimiento de las vidrieras británicas del siglo XX. Entre sus obras más destacadas se incluyen las vidrieras de la iglesia de San Bartolomé (Ottawa, Canadá), la de la iglesia de San Pedro (Lampeter, Gales) y la vidriera conmemorativa del Rey Alberto de la Catedral de San Martín (Ypres, Bélgica).

## Juventud
Wilhelmina Margaret Geddes nació el 25 de mayo de 1887 en la granja de sus abuelos maternos en Drumreilly Cottage, Leitrim. Fue la mayor de los cuatro hijos (tres niñas y un niño) de William Geddes (c.1852-1916) y Eliza Jane Stafford (1863-1955). La familia, que emigró a Irlanda desde Escocia, estaba formada principalmente por agricultores. Su padre, un metodista nacido en Tandragee, condado de Armagh, emigró joven a Estados Unidos y trabajó como obrero en la construcción de ferrocarriles. Posteriormente trabajó como ingeniero de obra en la Cavan, Leitrim and Roscommon Railway Company, en el noroeste de Irlanda. Cuando todavía era una niña, sus padres se mudaron a su casa natal en Belfast para que su padre pudiera establecerse como empresario de construcción.

## Educación
Geddes comenzó a dibujar a los cuatro años, principalmente elementos de la naturaleza y la vida cotidiana, instruida por la maestra de la escuela en Ayrshire, donde su padre iba de caza ocasionalmente. Comenzó sus estudios en el Colegio Metodista de Belfast (MCB, Methodist College Belfast) junto con sus tres hermanos menores. Más tarde se trasladó a la Escuela de Arte de Belfast. Geddes fue siempre alentada por Rosamond Praeger, escultora del condado de Down y amiga de la familia, a centrarse en el dibujo y la lectura. Geddes fue aceptada como estudiante en la Escuela de Arte de Belfast de la Universidad de Ulster. Aquí es donde Geddes adaptó y mejoró su estilo, y donde su trabajo artístico adquirió un estándar profesional.
Mientras todavía estudiaba en la Escuela de Arte de Belfast, Geddes participó en la cuarta exposición de la Sociedad de Artes y Oficios de Irlanda de 1910. En esta exposición Geddes exhibió una ilustración en tinta y acuarela titulada Cinderella Dressing the Ugly Sister, que actualmente forma parte de la colección de la Galería Hugh Lane de Dublín. Fue en esta exposición donde Rosamond Praeger y la vitralista Beatrice Elvery mostraron el trabajo de Geddes a Sarah Purser, una pintora bien establecida que buscaba estudiantes recién formados para introducirlos en el arte de la vidriera. Purser, quien luego se convirtió en la mentora de Geddes durante toda su vida,compró la ilustración e invitó a la joven Geddes a unirse a ella en Dublín, para trabajar en el estudio y taller cooperativo An Túr Gloine (Torre de Cristal).
En 1907, Geddes contribuyó a la Belfast Art Society con una ilustración en acuarela titulada Ballad Seller. Décadas más tarde, en 1933, fue elegida Miembro asociado de la misma institución, ya rebautizada como Ulster Academy of Arts, y dos años más tarde, en 1935, fue ascendida a Académica Honoraria. Geddes mostró cinco ilustraciones en la exposición anual de cultura irlandesa, Oireachtas, de 1911. Pasaron veintiún años hasta que regresó al Oireachtas, donde expuso tres caricaturas y tres bocetos de vidrieras en 1932.

## Carrera
Tras la invitación de Purser, Geddes se mudó a Dublín en 1910 y en 1912 se unió oficialmente al aclamado taller An Túr Gloine. Fue en este taller, situado en Upper Pembroke Street, donde Geddes descubrió su pasión por el arte de la vidriera y creó sus obras más importantes.
Durante sus primeros años en An Túr Gloine Geddes destacó por su originalidad y recibió importantes encargos por parte de la iglesia de Santa Ana en Dawson Street y de la iglesia presbiteriana en Rathgar. Acosada por la enfermedad, vivió a caballo entre Belfast y Dublín desde 1916 hasta que, en 1925, se mudó a Londres (como deseaba desde hacía tiempo) para trabajar en la Glass House de Fulham.

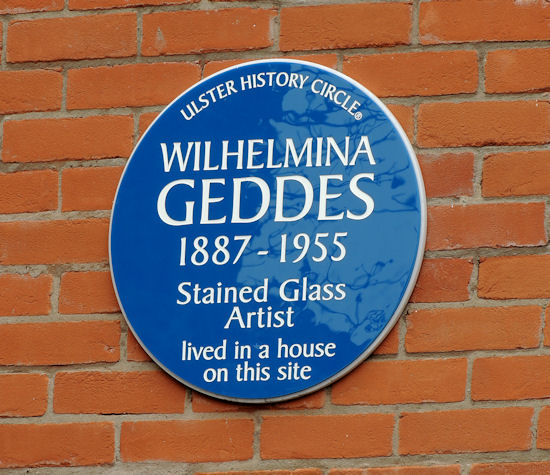
Placa colocada por la Sociedad Histórica del Ulster en la residencia de Geddes, Marlbourough Park South.

Su obra fue pionera en rechazar el enfoque victoriano tardío. En sus vidrieras ofrecía una nueva mirada sobre las figuras masculinas, representados a menudo con cabezas rapadas al estilo militar. La musculatura y la tensión de sus figuras van a la par con el diseño radical de sus composiciones. Los ambiciosos proyectos a gran escala, como el de la catedral de Ypres, se ven igualados por el dramatismo de las obras a menor escala de Wallasey (Lancashire) y Wallsend (Northumberland), o las vidrieras conmemorativas de guerras en las pequeñas y oscuras iglesias rurales.

### Vidriera Conmemorativa de la Guerra, Iglesia de San Bartolomé, Canadá, 1919
Esta vidriera fue encargada en 1916 por el príncipe Arturo, duque de Connaught, tercer hijo de la Reina Victoria y Gobernador General de Canadá, e inugurada en 1919 por el Príncipe de Gales, futuro Rey Eduardo VIII. La pieza se encuentra en Ottawa (Ontario, Canadá). La ventana fue encargada durante la Primera Guerra Mundial como conmemoración a los oficiales británicos caídos, cuyos nombres figuran en una placa de latón en una pared del mismo templo. La vidriera representa imágenes de hombres y mujeres en duelo rodeando a los Arcángeles Rafael, Gabriel y Miguel, así como a santos romanos, franceses e ingleses. Geddes utiliza colores primitivos, siendo los más destacados el amarillo y el negro. Según un crítico de la época, los colores utilizados "dan a la ventana poder y dramatismo, mientras que la línea, fuerte y expresiva, resalta la sensación de acción y expresión facial". La publicación Irish Life presentó la vidriera en la portada de su edición navideña de 1919 y se refirió a la obra como "uno de los triunfos artísticos de este siglo". Geddes completó toda la ventana en la fábrica de vidrio de Purser, en Upper Pembroke Street en Dublín, Irlanda.

### Vidriera de San Gabriel, Iglesia de Todos los Santos, Dublín, 1925
Esta ventana fue encargada por el canónigo Henry Dobbs, que era capellán de las Fuerzas Armadas. Esta pieza fue donada por los feligreses para conmemorar a las víctimas de la Primera Guerra Mundial que pertenecían a la congregación, al igual que otras dos vidrieras, la de San Miguel y la de San Rafael. Geddes representa a Gabriel como una figura firme, sólida y con el rostro pétreo y tosco de un guerrero. Va envuelto en un manto azul y blanco. En sus manos sostiene una rama que le fue dada en el Paraíso y un espejo inscrito con una 'x', que significa Cristo en griego. Geddes representa al ángel con un halo rojo. La vidriera se conserva en la iglesia de All Saints' Church, en Blackrock, Condado de Dublín. En 1996, la vidriera de San Gabriel y la de San Rafael fueron trasladadadas al muro sur de la iglesia.

### Vidriera de Lampeter, Iglesia de San Pedro, Lampeter, Gales, 1943
Esta pieza fue la última vidriera monumental de Geddes y se encuentra en la iglesia parroquial de San Pedro, en Lampeter, Gales. Mide más de 6 metros de alto y 3,5 metros de ancho. Fue encargada en 1937 por Sir George Arthur Harford como monumento a su padre, Sir John Charles Harford, aunque la deteriorada salud de Geddes y las interrupciones a causa de la Segunda Guerra Mundial retrasaron su finalización hasta 1943 y su instalación hasta 1946. Geddes pintó las figuras sobre vidrio con una claridad increíble y un rico uso del color. Las tres figuras dominantes retratadas en esta pieza son Cristo, San Pedro y San Andrés. Los tres personajes se presentan ocupados en pensamientos más allá de las "preocupaciones mortales". La propia Geddes declaró que los temas de la vidriera eran La profecía de Isaías y La vocación de los apóstoles Pedro y Andrés. La vidriera representa a Cristo como la figura central, más alto que San Pedro y San Andrés, sosteniendo en sus manos una iglesia bizantina de piedra rosa y dorada erigida sobre una roca. El simbolismo de la iglesia sobre una roca es una referencia a un versículo bíblico en Mateo 16:16-19.

## Vida posterior y muerte
A pesar de su pobreza, su frágil salud y las dificultades del Londres de la Segunda Guerra Mundial, Geddes diseñó diecisiete obras maestras de vidrieras a gran escala, dieciséis de las cuales llegó a completar.
Geddes murió el 10 de agosto de 1955 en Londres de una embolia pulmonar. Fue enterrada en el cementerio de Carnmoney, en el condado de Antrim,junto con su madre y su hermana Ethel. Incluso después de mudarse a Londres, Geddes afirmó que nunca perdió su identidad natal, ya que siempre fue "a efectos prácticos, una mujer de Belfast".

## Sus vidrieras

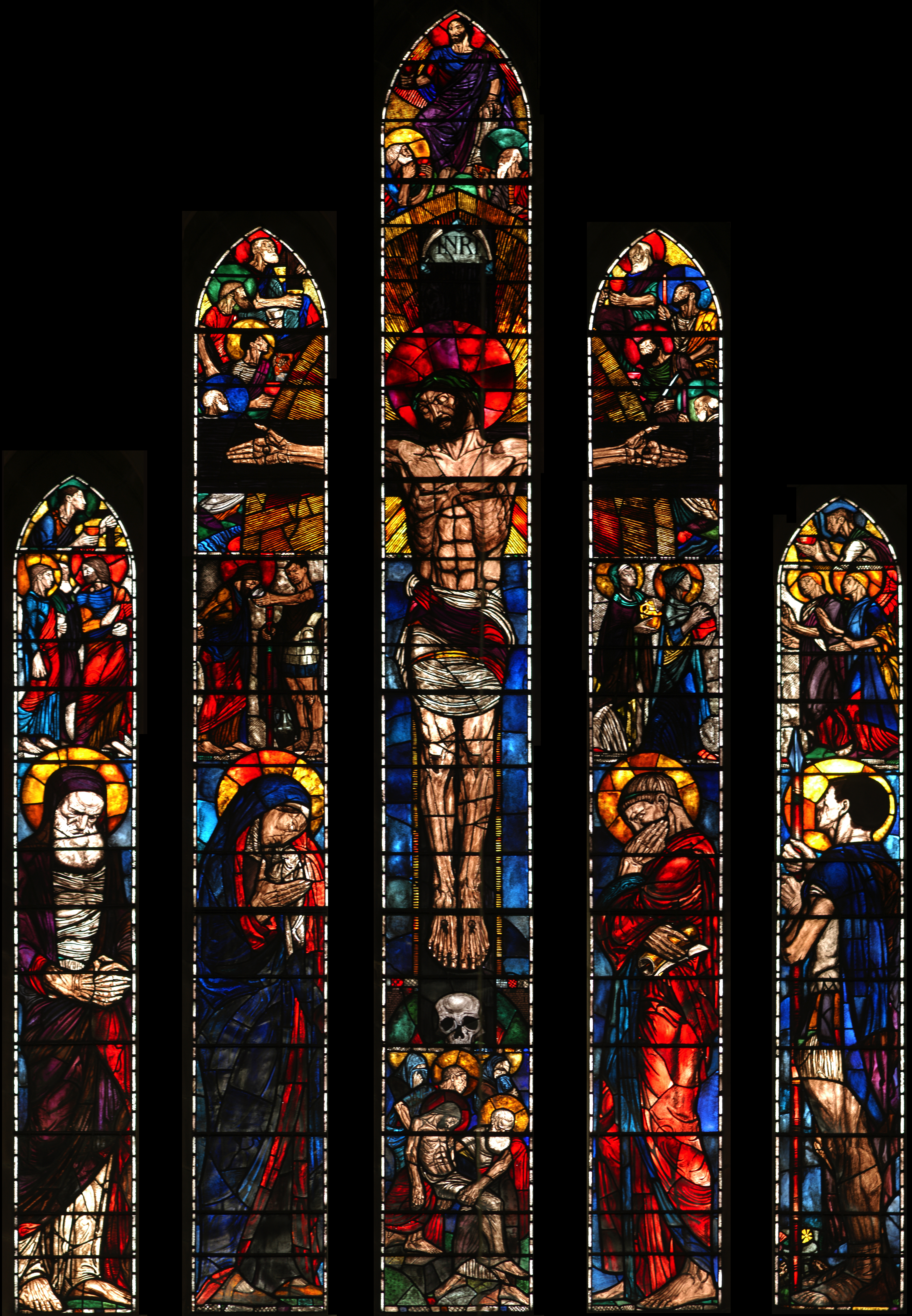
Vidriera creada por Geddes para la iglesia de San Lucas, Wallsen

- Ángel de la Resurrección, Iglesia de San Ninnidh, Condado de Fermanagh, Irlanda del Norte, 1912
- Vidriera conmemorativa de un marinero, iglesia de St. Molaise, Monea, Irlanda del Norte, 1913
- Vidriera de la Fe, la Esperanza y la Caridad, Iglesia Presbiteriana, Belfast, Irlanda del Norte, 1913-1914
- Vidrieras conmemorativas de Dooner, iglesia de Santa Ana, Dublín, Irlanda, 1913
- Ventana conmemorativa de Margaret Horridge, Iglesia de la Santísima Trinidad, Southport, Lancashire, 1914
- Ventana conmemorativa de Moorehouse, cementerio de Karori, Karori, Nueva Zelanda, 1914
- Vidriera conmemorativa de Stewart, Iglesia presbiteriana de Cristo, Dublín, Irlanda, 1914-1916
- Vidriera conmemorativa de Reed, iglesia de Santa Ana, Dublín, Irlanda, 1916
- Vidriera conmemorativa de Cuthbert, Salón de la Asamblea Presbiteriana, Belfast, 1916
- Vidriera conmemorativa de la guerra, iglesia de San Bartolomé, Ottawa, Canadá, 1919
- Vidriera de la Crucifixión, Iglesia de San Lucas, Wallsend, Tyne & Wear, 1922
- Iglesia de San Patricio y Colomba, Larne, Condado de Antrim, Irlanda del Norte, 1923
- Vidriera de San Brandán, iglesia de Currane, Achill, condado de Mayo, Irlanda, 1924
- Vidriera conmemorativa de Belfour, Iglesia de Todos los Santos, Laleham, Middlesex, Inglaterra, 1925
- El destino de los hijos de Lir, Museo de Ulster, Belfast, 1929-1930
- Vidriera conmemorativa de Sargent, iglesia de San Miguel, Northchapel, West Sussex, 1930
- Vidriera conmemorativa de Wheeler, iglesia de San Lorenzo, Otterden, Kent, Inglaterra, 1933
- Vidriera conmemorativa de Crichton, Iglesia presbiteriana de Egremont, Wallasey, Lancashire, 1934
- Vidriera conmemorativa del rey Alberto, catedral de San Martín, Ypres, Bélgica, 1938
- Vidriera conmemorativa de Harford, iglesia de San Pedro, Lampeter, Gales, 1943
- Virgen con el Niño, All Hallows, Greenford, Londres, 1951-1952 [1]
- Vidrieras de la capilla de la Virgen, St Mildred's, Lee, Londres, 1951-1954

## Lectura adicional
1. Nicola Gordon Bowe. “Wilhelmina Geddes 1887-1955: Su vida y obra: una reevaluación”. Revista de vidrieras. Volumen XVIII, 1988
2. Nicola Gordon Bowe. “Wilhelmina Geddes :Vida y obra. Prensa Cuatro Tribunales. Publicación 2015. ISBN 978-1-84682-532-3